# 科斯泰什蒂
科斯泰什蒂是羅馬尼亞的城鎮，位於該國南部，距離首府皮特什蒂21公里，由阿爾傑什縣負責管轄，面積108.64平方公里，海拔高度232米，2009年人口10,715，大多數居民信奉東正教。